# Подвійні шахи

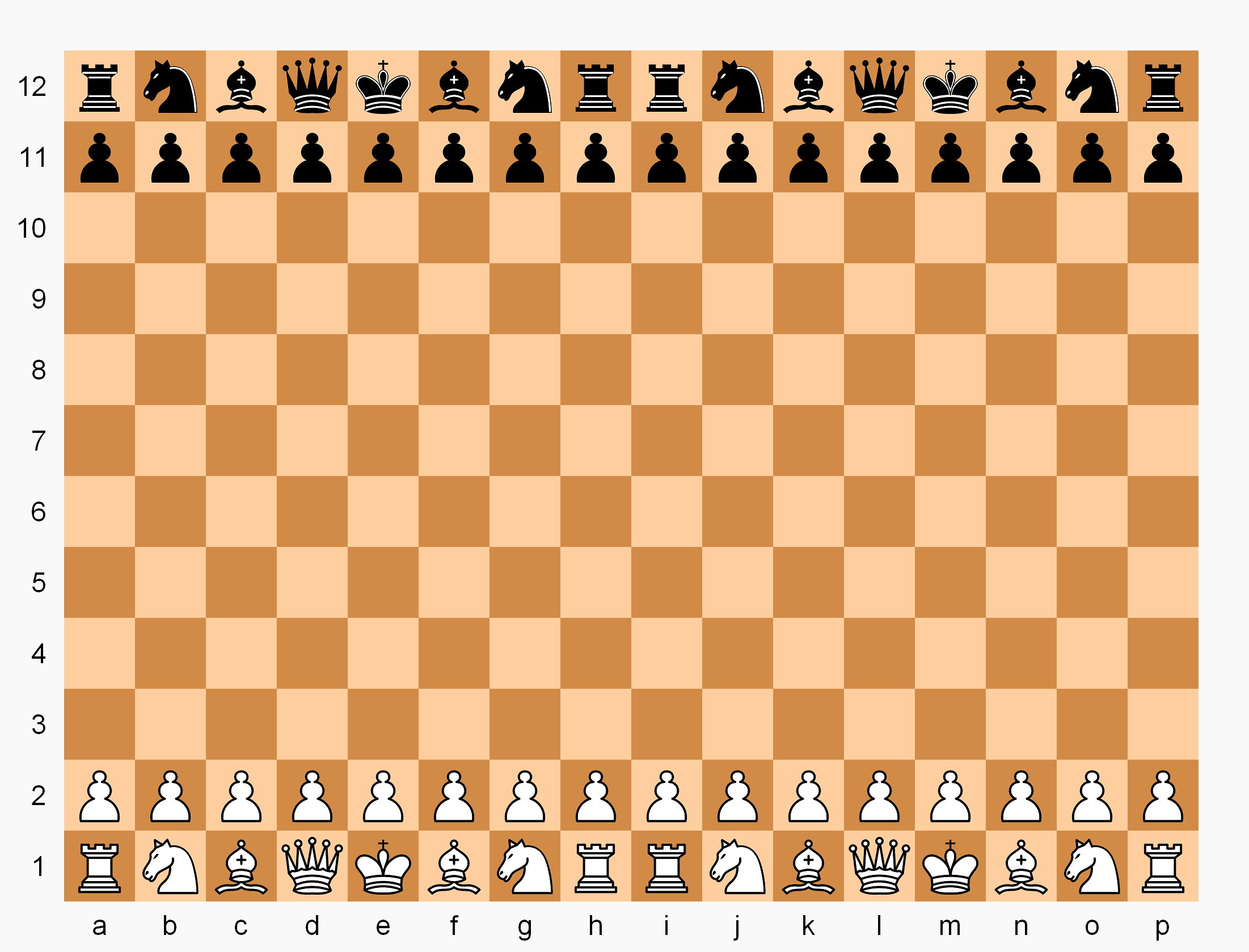
Дошка для подвійних шахів і початкове розташування. Пішаки можуть просунутись на чотири квадрати під час їх першого ходу.

Подвійні шахи - варіант шахів, який винайшов Джуліан С. Грант Гейвард 1916 року . Гра проходить на шахівниці 12×16, а кожен гравець має по два повних комплекти шахових фігур розміщених пліч-о-пліч.
Правила опублікував  у своєму січневому номері 1929 року журнал British Chess Magazine.

## Правила гри
Діаграма показує початкове розташування. Гравець перемагає, якщо він ставить мат будь-якому з королів супротивника. Додаткові правила:
- Пішак може ставати на одне з чотирьох перших перед ним полів. Взяття на проході дозволене.
- Кожен з королів може рокіруватися лише на своїй власній половині дошки.

Як і в стандартних шахах, пішаки заміна пішака відбувається на останній горизонталі.

## Матч Капабланки проти Мароці
Хосе Рауль Капабланка, який експериментував з різними формами шахів у 1920-х вважав цю гру "надзвичайно цікавою", a чотири гри проти Ґези Мароці пройшли 22-26 квітня 1929 року в Королівському автомобільному клубі, Пелл-Мелл, Лондон. Капабланка виграв матч +2-0=2.

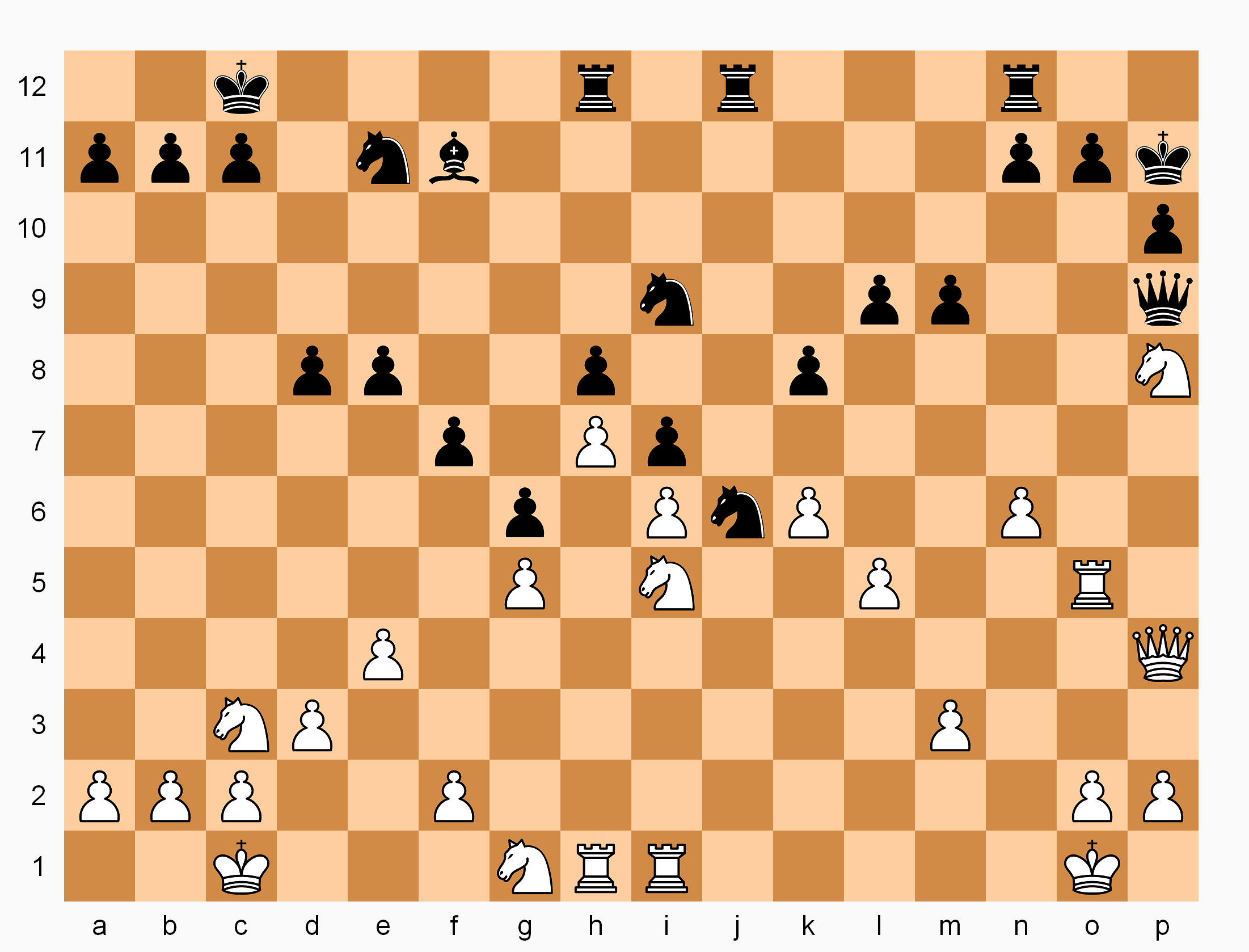
Позиція після 58.Nxg1

Єдиним відомим записом є запис першої гри, яку вони грали з контролем часу 1½ години на 30 ходів:
Білими фігурами грав Мароці, чорними - Капабланка

1.i6 m10 2.h6 Nn10 3.Nc3 Nc10 4.Nn3 d8 5.m3 e8 6.Bl3 Bd10 7.d3 Be10 8.g5 Qd11 9.e4 0-0-0 10.Be3 f7 11.Qg4 g7 12.0-0-0 Nf10 13.Bfj5 Rdg12 14.Qh3 h8 15.Qm2 i7 16.Ni3 Ng8 17.h7 Ni9 18.Nge2 k8 19.k5 j7 20.Bjk4 Njk10 21.j5 g6 22.Ng4 Nj8 23.Bh4 Ne11 24.Bi5 Nl7 25.Bxd10 Qxd10 26.Qh2 Nl9 27.Bk2 Qo9 28.k6 Qxh2 29.Rxh2 Nj6 30.Bh1 jxk6 31.jxk6 Bh9 32.Ni5 Bef11 33.0-0 Nm7 34.Nl4 Bj8 35.Qo4 0-0 36.Bn7 Rij12 37.n6 Nml5 38.Rn5 Ql10 39.Rh4 Ql6 40.Qp4 Nj4 41.Nj5 Qn8 42.Rxj4 Qxn7 43.l5 Qn10 44.Rp5 p10 45.Ro4 Kp11 46.Bf4 Bl10 47.Bh2 Bn8 48.Nl6 Bj11 49.Bo6 Bxo6 50.Rxo6 l9 51.Ro8 m9 52.Rdh1 Rg10 53.Bg1 Qn9 54.R8o5 Ro10 55.Nn7 Rxo5 56.Rxo5 Bxg1 57.Np8 Qp9 58.Nxg1 (діаграма) Nxl5 59.Rh4 Rj9 60.Rho4 Ro12 61.n7 Nxm3 62.Rm4 Nk2 63.Rk1 Rhj12 64.Rxk2 Rj1+ 65.Kn2 Rxg1+ 66.Kd2 Nk10 67.Qp7 Nl8 68.Qo7 n10 69.Rkm2 Nn9 70.Nxn9 Qxn9 71.Qn6 Rj11 72.Ko3 l8 73.Rn4 Qn8 74.Rn3 Ri1 75.Ne2 Ri3 76.Rmm3 Rxm3 77.Rxm3 Rj6 78.Nf4 Qh2 79.Nfh3 Ql2 80.Qn4 Bxk6 81.Nxk6 Rxk6 82.p4 Rk3 83.Rm5 Rj12 84.Kp2 Rxh3 85.Qi4+ l7 86.Qxh3 Qxf2+ 87.Kc3 Rj2 88.Ro3 Qc5+ 89.Kb3 Qxc2+ 90.Kb4 Qxb2+ 91.Kc4 Rc2+ 92.Kd5 Qb5+ 93.Kd4 Qc5# 0–1